# Kanggye

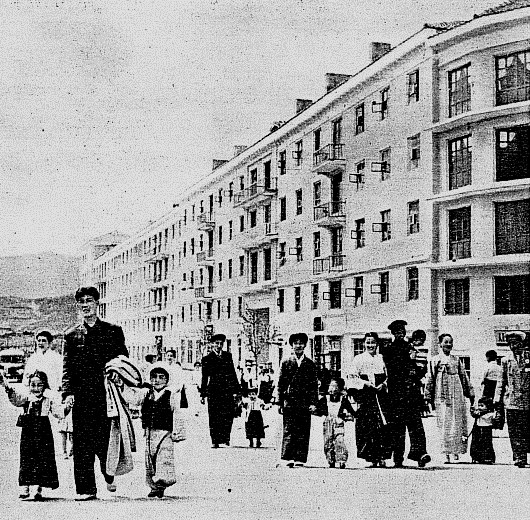
Kanggye (circa 1960)

Kanggye ist eine Stadt in Nordkorea mit 209.530 Einwohnern, Hauptstadt der Provinz Chagang-do, Industriestadt, Verkehrsknoten und Kulturzentrum mit Universität, Theater und Museen.

## Sehenswürdigkeiten
Sehenswert in Kanggye sind der Inphung-Pavillon am Fluss Changja, der durch die Stadt fließt, sowie verschiedene Berge in der Umgebung, wie der 2185 Meter hohe Hŭsaek-san, der 1730 Meter hohe Yŏndŏk-san und der 1355 Meter hohe Hoiwa-san.
Seit der Enthüllung am 11. Oktober 2011 sind in Kanggye zwei Bronze-Statuen zu besichtigen, die die ehemaligen nordkoreanischen Machthaber Kim Il-sung und Kim Jong-il im Stil des Großmonuments Mansudae darstellen.

## Wirtschaft
Wichtige Wirtschaftszweige sind der Maschinenbau, die Holzverarbeitung, Keramikherstellung und der Weinanbau. In der Umgebung der Stadt werden Kupfer, Zink, Kohle und Graphit abgebaut.

## Verkehr
Kanggye ist Verkehrsknotenpunkt mit Straßen, Eisenbahnverbindungen in die Hauptstadt Pjöngjang und andere Städte des Landes und einem Flughafen, der für zivile und militärische Zwecke genutzt wird.

## Sonstiges
In Kanggye steht eine Kurzwellensendeanlage des nordkoreanischen Post- und Telekommunikationsministeriums (fünf Sender à 200 kW Leistung) über die u. a. das Programm der Stimme Koreas ausgestrahlt wird.

## Persönlichkeiten
- Pak Gum-hyon (* 1964), Eisschnellläuferin